# (6339) Giliberti
(6339) Giliberti est un astéroïde de la ceinture principale.

## Description
(6339) Giliberti est un astéroïde de la ceinture principale. Il fut découvert le 20 septembre 1993 à Colleverde par Vincenzo Silvano Casulli. Il présente une orbite caractérisée par un demi-grand axe de 2,37 UA, une excentricité de 0,21 et une inclinaison de 4,8° par rapport à l'écliptique.

## Compléments